# Gucci

Gucci

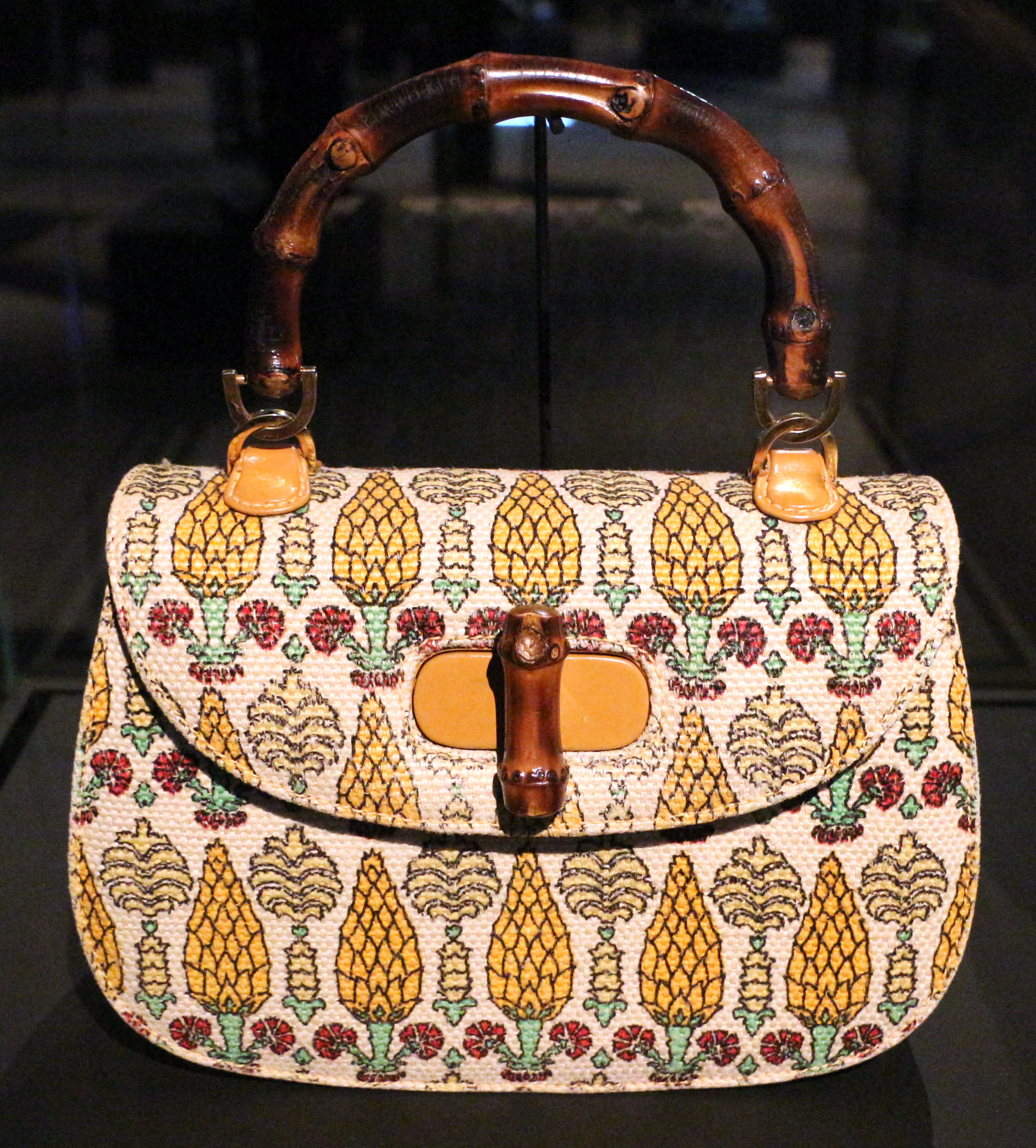
Gucci táska a '60-as évekből.

A Gucci olasz luxus divatmárka. 2008-ban 4,2 milliárd euró bevételt termelt az egész világon. A Gucci Group a francia Kering vállalat tulajdonában áll. Előbb Párizsban majd később Londonban élő bevándorló Guccio Gucci fiatalkorában szállodai munkásként dolgozott és lenyűgözte a fényűző poggyászáradat amit a vendégek hoztak magukkal. Miután visszatért szülővárosába, Firenzébe megalapított egy boltot, ahol klasszikus formájú finom bőrárukat lehetett vásárolni. Három fiával közösen Aldo Gucci, Vasco Gucci, Rodolfo Gucci építette a céget és hamarosan újabb üzletük nyílt Milánóban majd Rómában. Finoman kialakított bőr kiegészítőket kézitáskákat, cipőket árultak.
A második világháború idején anyaghiány miatt a bőr helyett pamutból készültek a kézitáskák. A vásznat kettős G szimbólummal látták el. 
1953-ban New York-i irodák létrehozásával a filmsztárok és az olaszországi utazók számára készített termékek által a Gucci áru nemzetközi status szimbólummá vált. 
A filmsztárok, azáltal, hogy Gucci ruhákat, tartozékokat, kiegészítőket, lábbeliket viseltek világszerte magazinok címlapján, hozzájárultak a folyamatosan növekvő hírnévhez.

## Az alapító
Guccio Gucci (Firenze, 1881 - Milánó, 1953)
Eredetileg nyeregkészítéssel foglalkozott, erre szakosodott üzletét 1923-ban Firenzében nyitotta. 1947-től kezdett cipőket is gyártani, ezt később ékszerkészítés is követte.

## A cég
A Gucci olasz divatmárka, mely bőrárukra és kiegészítőkre szakosodott. Az 1921-es firenzei alapítást követően a cég filiálékat nyitott Olaszország-szerte, majd 1947-ben először használta a két egymásba fonódó G betűt mint a cég védjegyét.
Az alapító 1953-as halála után a cég lendületesen növekedett tovább, és országhatáron túli terjeszkedésbe fogott. A család belső vitái üzleti visszaesést eredményeztek, majd 1989-ben az eddig családi tulajdonban működő céget felvásárolta a bahreini kockázati tőkebefektető Investment Corporation.
Bár időközben a Louis Vuitton - Moët Henessy (LVHM) is szemet vetett rá, és tulajdonrészt is szerzett benn, ma többségi tulajdonosa a szintén luxuscikkekben utazó francia Pinault-Printemps-Redoute. 

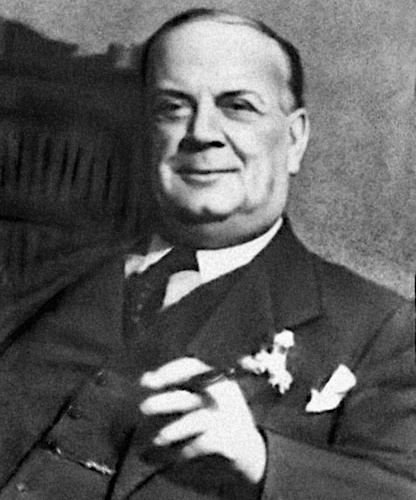
Az alapító Guccio Gucci

Ma, komoly átszervezések után a Gucci sikeres cégcsoport, 2003-ban 2,58 milliárd eurós forgalmat bonyolított. Az 1990-es évek vége óta a márkanév régi fényében tündököl, ebben Tom Ford művészeti vezetőnek tulajdonítanak komoly szerepet, aki 2003-ig látta el ezt a posztot (2006-tól utóda az olasz Frida Giannini ). A Gucci 2001-ben kebelezte be Stella McCartney haute couture cégét. A Gucci parfümök licencjogok révén a Wella Cosmopolitan Cosmetics-hoz kötődnek. A cég a 2000-es években adózási okokból Hollandiába tette át a székhelyét.

## Érdekesség
A "mit jelent a lélek?" kérdésre adott választ számos fekete bőrű modell a Gucci internetes videójában, amelyet az Instagramon tettek közzé, ezt úgy értékelik, hogy a divatmárka a sokszínűségről tett nyilatkozatot.

## Fordítás
- Ez a szócikk részben vagy egészben  a   Gucci című angol Wikipédia-szócikk ezen változatának fordításán alapul.  Az eredeti cikk szerkesztőit annak laptörténete sorolja fel. Ez a jelzés csupán a megfogalmazás eredetét és a szerzői jogokat jelzi, nem szolgál a cikkben szereplő információk forrásmegjelöléseként.